# Josué Rodríguez Ángeles
Josué Rodríguez Ángeles fue entrenador de la Selección de fútbol playa de México y de la Selección de fútbol sala de México. Nació el 18 de noviembre de 1965 en Irapuato, Guanajuato. Estudió la licenciatura en Entrenamiento deportivo en la Escuela Nacional de Entrenadores deportivos. De 1975 a 1982 fue jugador de fútbol, hasta que comenzó a jugar fútbol sala hasta 1987. En 2004 fue designado entrenador de la Selección de fútbol sala de México hasta la designación de Ramón Raya como tal. 